# Turkmenistans konstakademi
Turkmenistans konstakademi (Türkmenistanyň Döwlet çeperçilik akademiýasy) i Asjchabad, grundades 1994 av Turkmenistans dåvarande president Saparmurat Nijazov. Konstakademin är underordnad Turkmenistans kulturministerium.
Den nya byggnaden öppnade 1 februari 2006 på Alisher Navoi Street, nära De sköna konsternas museum i Turkmenistan. Den dåvarande turkmenske presidenten, Saparmurat Niyazov, deltog i invigningen. Kostnaden för byggnaderna, som uppfördes av det franska företaget "Bouygues", var över 200 miljoner svenska kronor.
Akademins nuvarande rektor är Ahatmyrat Nuvvaev.
Bland avdelningarna finns konst och komposition, grafik, skulpturer, arkitektur och design, nationalkonst, historia samt konstteori.